# 四方八方肘鉄砲
「四方八方肘鉄砲」（しほうはっぽうひじでっぽう）は繭実（忍ジャーズの舩木真弓）の楽曲で『忍たま乱太郎』の挿入歌およびエンディングテーマである。

## 概要
NHK（1993年度はNHK総合テレビ、1994年度以降はNHK Eテレ）のテレビアニメ『忍たま乱太郎』内で使用されている楽曲。原作漫画『落第忍者乱太郎』の作者尼子騒兵衛が作詞を、アニメの劇伴を担当する馬飼野康二が作曲・編曲を手掛けている。
元々は挿入歌としての使用であったが、第3期（1995年度）、第8期（2000年度）、第9期（2001年度）においてエンディングテーマとしても使用された。『忍たま乱太郎』において、一度使用終了した後、再度エンディングに起用された唯一の楽曲となっている。ただしエンディングではキーが高くなり、テンポも速くなったものが使用された。エンディング版は2020年現在も音源化されていない。
1996年には曲構成やアレンジが変更されたロングバージョンも発表された。こちらはキーが原曲より半音高く、テンポも速くなりエンディング版に近くなっている。

## 収録アルバム
通常バージョン
- 『忍たま乱太郎 オリジナル・サウンドトラック (1993)』（1993年発売）
- 『忍たま乱太郎サウンドトラック 昨日・今日・明日 〜from Nintama with Love〜』（2015年発売）

ロングバージョン
- 『忍たま乱太郎 オリジナル・サウンドトラック 其の参』（1996年発売）
- 『忍たま乱太郎 忍たまファミリー大集合』（1996年発売）
- 『忍たま乱太郎 20th アニバーサリーアルバム 忍たまファミリー・ベストセレクション』（2012年発売）

## 曲の詳細
1. 四方八方肘鉄砲
通常バージョン [2:41]
ロングバージョン [3:51]
  - 作詞 : 尼子騒兵衛 作曲 : 馬飼野康二
  - NHK教育アニメ『忍たま乱太郎』挿入歌/エンディングテーマ
  - エンディングのアニメーションは、第3期(1995年度)と第8期(2000年度)と第9期(2001年度)でそれぞれ異なる映像が使用されていた。
  - 第3期 : 前期のED「DON’T MIND涙」「SHAKING NIGHT」と同じ。
  - 第8期 : 初のデジタル制作。乱太郎、きり丸、しんべヱ、土井半助、山田伝蔵、ヘムヘム、学園長、稗田八方斎、ドクタケ忍者隊のドミノが一定の動作を繰り返すが、最後にそれらが連動していることが分かる。このEDからキャスト・スタッフとイラストをまとめて紹介するようになった。このEDから七松小平太役のクレジットが「林延年」から現在の「神奈延年」に、庄左エ門役(初代)のクレジットが「松井摩味」から「摩味」にそれぞれ変更された。
  - 第9期 : 一年は組の面々がそれぞれ忍術のポーズを取る映像。最後は多くのキャラクターが集合して締めくくられる。このEDからキャスト・スタッフクレジットのフォントが変更され、以後29期まで同様のフォントが使用された。また、キャストクレジットにおける土井と山田の表記が、「土井先生」「山田先生」から現在のフルネーム表記の「土井半助」「山田伝蔵」に変更された。エンディングアニメーションは遠藤靖裕。
  - 第3期のものはDVD未収録、第8期と第9期のものはいずれも映像ソフト未収録。

## その他のバージョン
- SPLASH版『忍たま乱太郎 スーパーベストテーマ集』（1999年発売）
- D-51版 ｢Animeno｣ (2015年発売)